# Bellavista (Poggibonsi)
Bellavista è una frazione del comune italiano di Poggibonsi, nella provincia di Siena, in Toscana.

## Geografia fisica
La frazione è situata a sud del capoluogo comunale di Poggibonsi, lungo il corso del torrente Staggia che lambisce a occidente il paese di Bellavista da nord a sud, stringendolo in un'ansa. La frazione confina a sud con Staggia Senese e dista circa 25 km da Siena.

## Storia
Il territorio della frazione era sede sin dall'epoca medievale di una parrocchia intitolata a San Pietro presso il nucleo agricolo di Megognano. Secondo i censimenti parrocchiali, la zona era abitata da 106 persone nel 1551, diminuite a 94 nel 1745, mentre nell'anno 1833 gli abitanti erano 144.
Posta tra i centri di Poggibonsi e di Staggia, la collina denominata Bellavista per il panorama, fu scelta come residenza dalle famiglie borghesi locali. La Villa Bellavista ospitò nei primi anni del XX secolo l'intellettuale Emilio Cecchi. Nel 1944, durante la seconda guerra mondiale, il territorio di Bellavista, tra Pian dei Pini e Lecchi di Staggia, fu pesantemente bombardato.
La località conobbe un significativo sviluppo a partire dalla seconda metà del XX secolo, quando fu elevata a frazione, venne istituita una parrocchia autonoma, e furono realizzate l'area artigianale ed una grande zona residenziale. In merito al nuovo quartiere realizzato dal comune di Poggibonsi negli anni ottanta, è stato scritto che a Bellavista «il suo sviluppo edilizio è accompagnato dalla scelta di far convivere tipologie abitative diverse (edilizia popolare, residenziale e di pregio), favorendo un processo di integrazione degli abitanti ed una maggiore fluidità sociale». La frazione ha conosciuto un forte incremento demografico che l'ha portata a superare i 1 500 abitanti nel 2011.

## Monumenti e luoghi d'interesse
Al centro della zona residenziale di Bellavista si trova la chiesa parrocchiale di Nostra Signora di Lourdes. Realizzato negli anni settanta da maestranze locali, secondo i criteri del Concilio Vaticano II, l'edificio di culto si presenta semplice nell'aspetto, con richiami neoclassici. Ha un impianto a T con base rettangolare, e una facciata a capanna dotata di un oculo circolare e di un portale sovrastato da un timpano. Sul retro svettava un piccolo campanile, che è poi stato demolito nel 2017. Nello stesso anno è stata realizzata, con dei profili in acciaio da edilizia, una croce che viene illuminata la notte.
Sopra il paese si raggiunge il nucleo storico di Megognano, che conserva l'antica fattoria con giardino e cappella gentilizia, e poco distante l'ex chiesa di San Pietro, antica sede parrocchiale della zona. In località Poggiarello si trova una pregevole villa-fattoria, così come a Villa Pini, con annessa cappella, già sede suffragianea con il titolo di San Bartolomeo.

## Cultura

### Istruzione
A Bellavista si trova la scuola dell'infanzia "Il Paese dei Balocchi", inserita nell'istituto comprensivo 2 del comune di Poggibonsi.

## Geografia antropica
La frazione di Bellavista comprende anche la grande area artigianale di Pian dei Peschi e le piccole località rurali di Castagneto, La Mutola, Liscia di Sopra, Liscia di Sotto, Megognano, Megognanello, Pian dei Pini, Poggiarello, San Pietro, San Vincenzo ai Sodi e Villa Pini.

## Infrastrutture e trasporti
Bellavista è attraversata dall'ex strada statale 2 Via Cassia, oggi strada regionale, nel tratto che collega Poggibonsi con Siena. Il centro abitato è costeggiato dal tracciato della ferrovia Centrale Toscana, ma le stazioni più vicine sono a Poggibonsi o a Castellina Scalo.